# Edith Rotch
Edith Rotch (* 11. August 1874; † 11. Dezember 1969) war eine US-amerikanische Tennisspielerin im ersten Jahrzehnt des 20. Jahrhunderts. 

## Erfolge
In den Jahren 1909 und 1910 gewann sie mit ihrer Landsfrau Hazel Hotchkiss Wightman das Damendoppel bei den US-amerikanischen Tennismeisterschaften (heute US Open). Bereits 1908 besiegte sie im Mixed-Doppel mit dem US-Amerikaner Nathaniel Niles Louise Hammond und Raymond Little mit 6:4, 4:6, 6:4.
Außerdem nahm Rotch an nationalen Eiskunstlaufmeisterschaften teil. 1914 wurde sie Vizemeisterin im Einzellauf hinter Theresa Weld und 1920 zusammen mit Sherwin Badger auch Vizemeisterin im Paarlauf hinter Theresa Weld und Nathaniel Niles. 1922 wurde sie gemeinsam mit Francis Munroe Dritte im Paarlauf.